# Alejandra Panozo
Alejandra Panozo Muguertegui (Cochabamba, Bolivia; 11 de junio de 1992) es una reina de belleza y modelo boliviana. Fue ganadora del concurso Miss Cochabamba 2015, obteniendo el derecho a participar en Miss Bolivia 2015. En la noche final ganó el título de Miss Bolivia Internacional 2015. Como Miss Bolivia Internacional 2015 representó a Bolivia en Miss Internacional 2015, en Japón.

## Biografía
Alejandra Panozo nació el 11 de junio de 1992 en la ciudad de Cochabamba. Es hija de Eudoro Panozo e Ivonne Muguertegui,  Miss Cochabamba 1991. Es estudiante de la carrera de marketing y publicidad en la UCATEC, paralelamente Ing. Civil en la Universidad Mayor de San Simón, es modelo independiente y ha participado en diferentes concursos de belleza representó a Bolivia en dos concursos internacionales como  Top Model of the World 2011 en donde obtuvo el título de Miss Amistad realizado en la isla Usedom, Alemania y en Punta del Este, Uruguay, en el Miss Atlántico Internacional 2011, en donde no clasificó.

## Miss Cochabamba 2015
Compitiendo con 11 candidatas de Cochabamba Alejandra Panozo Muguertegui es elegida como Miss Cochabamba 2015, representó a este departamento en Miss Bolivia 2015, días antes de la noche final ganó tres títulos previos como «Miss AmasZonas», «Mejor Rostro» y «Mejor Silueta», Alejandra Panozo recibió la corona de Miss Cochabamba de manos de Nicol Vargas quien ganó el certamen e! 2014.  Marines Caballero fue coronada como Señorita Cochabamba y Esthefany Terrazas como Miss Valle.

## Miss Bolivia Universo 2015
Como Miss Cochabamba, compitió en el Miss Bolivia 2015. Alejandra obtuvo el segundo título más importante del concurso Miss Bolivia Internacional 2015.

## Miss Internacional 2015
Como Miss Bolivia Internacional 2015, Alejandra representó a Bolivia en Miss Internacional 2015, en Tokio, Japón, en donde no logró clasificar al Top 10 de semifinalistas.